# 레오스 카락스
레오스 카락스(Leos Carax)라는 이름으로 알려진 알렉스 크리스토프 뒤퐁(Alex Christophe Dupont, 1960년 11월 22일 ~ )은 프랑스의 영화 감독이자 비평가, 각본가이다. 《소년, 소녀를 만나다》 (1984년)로 상업 영화 데뷔하였으며 대표작으로는 《퐁네프의 연인들》 (1991년), 《폴라 X》 (1999년) 등이 있다.

## 작품
- 《소년, 소녀를 만나다》 (1984년)
- 《나쁜 피》 (1986년)
- 《퐁네프의 연인들》 (1991년)
- 《폴라 X》 (1999년)
- 《도쿄!》 중 〈광인〉 (2008년)
- 《홀리 모터스》 (2013년)
- 《아네트》 (2021)